# Anna Maria Hjärne
Anna Maria Hjärne, född Ehrensvärd 1718, död 1798, var en svensk grevinna och hovdam. Hon var hovmästarinna och överhovmästarinna hos Sveriges kronprinsessa och senare drottning Sofia Magdalena av Danmark mellan 1766 och 1777. 

## Biografi
Anna Maria Hjärne föddes in i den adliga ätten Ehrensvärd nr 1542 som dotter till översten och kommendanten vid Karlstens fästning, Johan Jacob Schaeffer som adlades med namnet 1717, och dennes första hustru Anna Maria Mannerheim. Hon gifte sig 1739 med greve Gustaf Adolf Hjärne.
Under frihetstiden bedömdes partierna placera sina sympatisörer vid hovet och särskilt hovdamerna sågs som aktiva företrädare för hattarna eller mössorna. 1766 såg oppositionen mot de regerande mössorna till att hattsympatisören Anna Maria Hjärne blev utnämnd till Sofia Magdalenas överhovmästarinna. Hjärnes utnämning var dock i realiteten rent ceremoniell. Hon hade utsetts på grund av sin rang som riksrådinna och hon förväntades endast tjänstgöra under större ceremoniella tillfällen, medan tjänsten i realiteten skulle skötas av vice hovmästarinnan Ernestine Palmfelt.Efter Palmfelts död året därpå, sköttes tjänsten på samma sätt av Charlotta Sparre: "Då grefvinnan Hiärne var öfverhofmästarinna, inrättades denna hofmästarinne-sysla hos då varande kronprinsessan för friherrinnan Palmfelt, som dog någon tid därefter. Grefvinnan Hiärne emottog denna sysla under partitiderna, då någon rådsfru skulle utväljas, och hon, ehuru därtil mindre tjenlig, nödgades den samma emottaga; hon skulle endast vid stora representationer göra tjenst, fru Palmfelt, som i all sin tid lefvat vid hofvet, skulle bestrida den dageliga upvaktningen. Efter hennes död fick grefvinnan Carl Fersen samma sysla." 
Anna Maria Hjärne ansågs av Axel von Fersen d.ä. sakna förstånd och karaktär och vara olämplig för sin tjänst. Hon ska ha spridit ut förtal om Sofia Magdalena som skadade hennes rykte. Det anses tänkbart att det är hon som föreslås vara förebilden för "Andra rävinnan" i den politiska fabeln Rävinnan och Turturduvan, som infördes i Dagligt Allehanda 16 februari 1771. I denna porträtteras Sofia Magdalena som Turturduvan och Lovisa Ulrika som Rävinnan. Fabeln handlar om den oskuldsfulla Turturduvan som oskyldigt utsätts för en förtalskampanj av den elaka rävinnan (Lovisa Ulrika), som stöddes av andra rävinnan (Hjärne) och de övriga rävarna (hovet och adeln). Insändaren uppfattas som en nidskrift mot Lovisa Ulrikas behandling av Sofia Magdalena och tros vara insänd av mössornas parti. 
Under revolutionen 19 augusti 1772 vistades Sofia Magdalena på Ekolsund. Då hon meddelades om revolutionen, ska hon ha anförtrott Hjärne att hon var rädd för att nu bli förskjuten, eftersom hon visste att hon inte var omtyckt av Gustav, inte hade fött något barn, och att hon misstänkligjordes i hans ögon. Detta blev Gustav underrättad om, något som ledde till en konflikt. På en bal på Ekolsund ska Gustav sedan ha anförtrott Axel von Fersen d.ä., att han planerade att förskjuta henne för danskvänliga intriger och äktenskapsbrott med riksrådet Fredrik Ribbing och danska legationssekreteraren baron Rosencrone. Fersen avrådde honom, påpekade att de enda orsakerna till att misstänka henne för danksvänlighet var hennes tillgivenhet för sina danska kammarfruar, och att hon som försummad hustru inte kunde förebrås för att hon tyckte om Ribbings komplimanger, något som inte var ett tillräckligt skäl att misstänka henne för äktenskapsbrott. Hennes kontakter med Rosencrone ska ha handlat om att han förmedlade hennes brev till Danmark. Ribbing hade under denna tidpunkt ofta setts i drottningens sällskap och smickrat henne, något som av Hjärne inför kungen hade beskrivits som äktenskapsbrott. Ribbing ska ha fått drottningen att skratta bland annat genom att karikera Hjärne. Hjärne talade då om för Gustav III att drottningen var gravid "och riksrådet Ribbing är hennes favorit". Gustav III hade då gett i uppdrag åt Ulrica Catharina Stromberg, som varit Sofia Magdalenas första tillfälliga hovmästarinna och som var mycket omtyckt av henne, att undersöka misstankarna. Stromberg hade frågat kammarfrun Charlotta Hellman (1752–1812), från vilken hon enligt Hedin fått "upplysningar, som inte voro tvetydiga, i synnerhet som just då de klarast bevis kunde hämtas av drottningens linne". Då Munck åstadkom försoningen mellan kungaparet 1775, ska Gustav III ha bett Sofia Magdalena om ursäkt för att han satt tilltro till denna historia.